# Smolbäcken (naturreservat)
Smolbäcken är ett naturreservat i Älvdalens kommun i Dalarnas län.
Området är naturskyddat sedan 2013 och är 111 hektar stort. Reservatet ligger på Långfjällets södra spets där Smolbäcken forsar fram. Reservatet består av gammal blandskog.